# Angelo Zavarroni
 (juillet 2022).
Angelo Zavarroni ou Zavarrone, (né à Montalto Uffugo en 1707 et mort dans la même ville en août 1767 est un archéologue et biographe italien.

## Biographie
Angelo Zavarroni nait en 1707 à Montalto Uffugo, d’une famille distinguée. Deux de ses oncles remplissent des fonctions éminentes dans l’ordre ecclésiastique. L’aîné, Francesco Zavarroni, savant théologien, est, en 1728, supérieur général de l’Ordre des Minimes ; et le cadet, Antonio, également versé dans les langues anciennes et dans le droit canonique, occupe le siège épiscopal de Tricarico. Doué d’une grande ardeur pour les sciences, Angelo fait de rapides progrès dans ses études. Sa santé faible et délicate ne lui permettant pas de supporter de longues fatigues, il se persuade que toute carrière honorable lui restait interdite. Inquiet et soupçonneux, il se croit abandonné, trahi par les personnes qui ont eu toute sa confiance. Dans l’isolement auquel il s’est condamné lui-même, il cherche des consolations dans les Lettres. En se livrant à la lecture des manuscrits et à l’examen approfondi des monuments épars sur le sol de la Calabre, il se rend habile dans les antiquités de sa patrie. Les encouragements inattendus que lui valent ses premiers essais raniment son ardeur pour l’étude. Il a terminé plusieurs ouvrages importants, et il en préparait d’autres, quand il meurt dans sa ville natale, au mois d’août 1767.

## Œuvres
- Epistolæ apologetico-criticæ, quibus pro veritate, pro patria proque calabris scriptoribus et alienigenis nuperrimæ dissertationes anonymi de tortoribus Christi, etc., in lucem editæ cura et industria genialis Posterari expenduntur, Venise, 1734, in-4° ;
- Epistola de duobus antiquis inscriptionibus seu aris votivis repertis prope fluvium Crothidem in agro Montaltino, dans la Raccolta Calogerana, t. 16, p. 367-404 ;
- Epistolarum genialium decades duæ, etc., Naples, 1740-1741, 2 vol. in-8°. À la fin du tome 1er on trouve une dissertation : De antiqua sepulcrali inscriptione Montalti reperta in colle Serronis. L’auteur en annonçait, en 1754, une seconde édition in-4°, alors sous presse.
- Historia erectionis pontificii Corsini-Ullanensis italo græci ; et deputationis episcopi titularis græci ritus ad Italos Epirotas eodem ritu instruendos sacrisque initiandos, Naples, 1750, in-4°. Cet ouvrage est dédié au pape Benoît XIV.
- Dissertatio historico-apologetica de vita cl. viri Eliæ Astorini, carmelitæ Calabri. L’auteur l’avait adressée au P. Angelo Calogerà, pour l’insérer dans son recueil, à la tête de l’Ars magna d’Astorini, ouvrage inédit, dont Angelo avait découvert récemment le manuscrit.
- Bibliotheca calabra, sive Illustrium virorum Calabriæ qui litteris claruerunt elenchus, Naples, 1753, in-4° : ouvrage rare et curieux. Les auteurs calabrais y sont rangés suivant l’ordre chronologique. Le premier est le poète Stésichore, et le dernier, Zavarroni lui-même, qui, malgré sa modestie, a cru devoir donner la liste de ses productions.

## Biographie
- « Zavarroni (Angelo) », dans Louis-Gabriel Michaud, Biographie universelle ancienne et moderne : histoire par ordre alphabétique de la vie publique et privée de tous les hommes avec la collaboration de plus de 300 savants et littérateurs français ou étrangers, 2e édition, 1843-1865 [détail de l’édition]